# Понтијско ковиље
Понтијско или усколисно ковиље (лат. Stipa tirsa) је евроазијска врста трава (Poaceae). Настањује суве пашњаке и камењаре степског и субмедитеранског карактера у већини Европских земаља, осим Скандинавије, те даље прати Евроазијску зону степе: на Балкану, југу Русије, Криму, у Кавказу, Арменији, Курдистану, Малој Азији.
У Европи овог ковиља има у следећим земљама: Француска, Немачка, Аустрија, Чешка, Словачка, Мађарска, Србија, Румунија, Бугарска, Италија, Албанија, Молдавија, Украјина и Турска, али нигде није честа.

## Опис биљке
Понтијско ковиље је вишегодишња густо бусенаста биљка висока 40–100 cm. Стабљика је усправна, незнатно виша од бусена листова, гола. Листови су кончасто узани, упадљиво танани (0,5 mm), на лицу жљебасти и прилегло длакави. Лисни рукавац је дужи од интернодија. Листови су дужи од цветајућег стабла, али полегајући. Лиске и суве и за кишног времена остају потпуно увијене. Лигула је кратка (0,5–1 mm), одсечена. Цваст 5–10 cm дуга, збијена и уска, с малим бројем класића. Плеве скоро једнаке, дуге 15–20 mm, извучене у дугу ос – осје дуго 25–40 cm, два пута је коленасто повијено, при основи голо а на крају густо покривено длачицама дугим 5 mm (старењем постаје скоро перасто).
Цвета у јулу–августу.

## Станиште
Понтијско ковиље расте на термофилним ливадама и сувим, каменитим падинама на кречњачкој и серпентинској подлози са плитким земљиштем. Врло је ретко.
У Србији је познато са малобројних налазишта, и то Ртањ, Сува планина, Брестовачка бања,, Копаоник и околина Краљева.
Биљка је флорни елемент евроазијско-понтијског континенталног порекла.

## Привредни значај
Понтијско ковиље – због реткости – је незнатно као крмна биљка, стока га једе само у рано пролеће, пре класања.
Иако ретка, у Србији ова биљка није заштићена законом.
| Врсте рода Stipa – ковиље |  |
| · S. aristella · S. balcanica · S. borysthenica · S. bromoides · S. capillata · S. dasyphylla · S. eriocaulis · S. lessingiana · S. pennata · S. pulcherrima · S. tirsa · |  |
| --- |  |